# Kristijan Đorđević
Kristijan Đorđević (cyr.: Кристијан Ђорђевић, ur. 6 stycznia 1976 w Spaichingen) – serbski piłkarz występujący na pozycji pomocnika. Reprezentant Jugosławii. Trener piłkarski.

## Kariera klubowa
Đorđević jako junior grał w zespołach SV Spaichingen, Jahn Tuttlingen oraz SSV Reutlingen 05, do którego dołączył w 1993 roku. W 1994 roku został włączony do jego pierwszej drużyny, grającej w Regionallidze. Spędził w niej dwa sezony. W 1996 roku przeszedł do pierwszoligowego VfB Stuttgart. W Budneslidze zadebiutował 26 kwietnia 1997 w wygranym 1:0 meczu z Borussią Mönchengladbach. W sezonie 1996/1997 wraz z zespołem zdobył Puchar Niemiec. 19 listopada 1997 w wygranym 2:1 pojedynku z Hansą Rostock strzelił swojego pierwszego gola w Bundeslidze. Graczem Stuttgartu był przez pięć sezonów.
W 2001 roku Đorđević odszedł do FC Schalke 04, także grającego w Bundeslidze. Zadebiutował tam 18 sierpnia 2001 w zremisowanym 3:3 spotkaniu z Bayerem 04 Leverkusen. W sezonie 2001/2002 wraz z klubem wywalczył Puchar Niemiec. Zawodnikiem Schalke był jeszcze przez dwa sezony, jednak z powodu kontuzji nie rozegrał tam już żadnego spotkania i w 2004 roku zakończył karierę.

## Kariera reprezentacyjna
W reprezentacji Jugosławii Đorđević wystąpił jeden raz, 2 września 1998 w zremisowanym 1:1 towarzyskim meczu ze Szwajcarią.